# 財田川事件
財田川事件（さいたがわじけん）は、1950年（昭和25年）2月28日に起きた強盗殺人事件とそれに伴った冤罪事件である。四大死刑冤罪事件の一つ（免田事件、財田川事件、松山事件、島田事件）。日本弁護士連合会が支援していた。
なお、地名の「財田」ではなく川の「財田川」と呼称する由来は、1972年に再審請求を棄却した裁判所の文言で越智伝判事が「財田川よ、心あらば真実を教えて欲しい」と表現したことである。

## 概要
1950年2月28日、香川県三豊郡財田村（現・三豊市）で、闇米ブローカーの男性（当時63歳）が全身30箇所を刃物でめった刺しにされて殺害され、現金1万3000円を奪われた。
同年4月1日、隣町の同郡神田村（現・三豊市）で2人組による農協強盗事件が発生した。その事件の被疑者として谷口 繁義（たにぐち しげよし、当時19歳少年）ともう1人が逮捕された。警察はこの2人を殺人の容疑で取り調べた。
もう1人はアリバイが証明され釈放となったが、谷口はアリバイ成立に疑惑が残ったため、約2ヶ月に渡って厳しい拷問による取調べの結果、自白の強要により、8月23日、起訴された。

## 裁判
1950年11月6日に高松地方裁判所丸亀支部で第一回の公判が行われた。裁判で谷口はアリバイ成立と自白が拷問によることを強く主張し、冤罪であると訴えた。これに対し検察側は、取調べ中にまったく出ていなかった、谷口が犯行時に着用したとする国防色ズボンに微量ではあるが被害者と同じO型の血痕が付着しているという物的証拠があり有罪であると主張した。
この血痕鑑定は、当時日本の法医学の「権威」であるとされていた古畑種基東京大学教授による鑑定であったが、後に実際の検査は古畑教授の門下生の大学院生が行っていたことが判明した。後にこの物的証拠は弁護側から谷口の衣類押収の際に捏造されたものと指摘されたが、後述のように多くの証拠品が破棄されているため、真実は不明である。
この物的証拠と捜査段階での自白が信用できるとして、1952年（昭和27年）2月20日、高松地方裁判所丸亀支部は死刑判決を下した。谷口は控訴したが1956年（昭和31年）6月8日、高松高等裁判所で控訴を棄却され、1957年（昭和32年）1月22日、最高裁判所も上告を棄却し、谷口の死刑判決が確定した。
後に問題とされたのは、素行不良との風評から地元において犯人との噂話があったことを根拠に、農協強盗事件で起訴された谷口を起訴後に勾留したうえ、さらに別件逮捕するなど長期勾留を継続したことと、そして代用監獄による警察施設での食事を含む24時間の過酷な管理下におき、精神的肉体的限界のもとで自白を迫ったことなど捜査機関の行き過ぎた取調べである。また検察側もこのような不適切な違法捜査を是認したばかりか、上塗りすら行ったという。また裁判所も当時の法医学の権威であった古畑教授の鑑定を安易に信用した過失があった。なお古畑教授の鑑定で有罪となり後に真犯人が判明し冤罪が確定した弘前大学教授夫人殺人事件も再審で「シャツの血痕は警察が事件後に人為的に付けた捏造である」と判断されたことから、現在の血痕鑑定では血痕そのものだけでなく、どのようにして血痕が付着したかについても鑑定が行われるようになっている。

## 再審請求
死刑が確定した後、谷口は大阪拘置所に移送された。これは四国の行刑施設に死刑設備（絞首台）がなかったための措置である。
1969年、GHQ占領下で起訴された死刑確定事件6件7名に対して恩赦検討開始。大阪拘置所では、谷口のほかに放火殺人で死刑確定となったYHの合計2人が検討されたが、結局、恩赦を受けたのはYHのみだった。
その後法務省刑事局は、谷口の死刑執行に向けて法務大臣に提出する死刑執行起案書を作成するために必要となる、裁判に提出しなかった記録を送付するように高松地方検察庁丸亀支部に依頼したが、高松地検は記録を紛失していた。このため死刑執行の起案書が書けず死刑執行手続きができなくなった。そのため、谷口の処刑は無期限延期の状態となった。
一方、谷口は1964年（昭和39年）に「3年前の新聞記事によれば古い血液で男女を識別する技術が開発されたとあるが、自分は無実であるからズボンに付着した血液の再鑑定をおこなってほしい」と記した手紙を高松地裁に差し出した。その手紙は最高裁判決から12年後の1969年（昭和44年）、高松地裁丸亀支部長であった矢野伊吉裁判長によって5年ぶりに発見された。
矢野は疑わしく思える部分から再審の手続きを済ませ、再審に乗り出したが、開始直前に反対運動が起こり、「手紙ごときで再審はおかしい、引っ込め」などの暴言をうけた。矢野は裁判長を辞め、弁護士として再出発し、谷口の弁護人となって新たに再審請求をおこなった。

## 不可解な点
矢野によれば事件には以下のような不可解な点があったという。事件の捜査を行ったのは元特別高等警察出身の警察官達であったが、同じメンバーが担当した榎井村事件（1946年（昭和21年）に発生した殺人事件）も1994年に再審無罪になっている。
- 長期勾留と拷問による自白強要（このような自白強要は現在の刑事訴訟法では排除法則によって真実であっても証拠にならない）
- 自白調書が捜査機関によって不正作成されている
- 犯行を告白した手記が偽造されている（谷口は尋常小学校卒で漢字が殆ど書けず作文能力が稚拙だったのに、ある程度まとまった文章で書かれている。そのうえ作為的な文法ミスがある）
- 物的証拠を捏造している
- 高松地検丸亀支部による公判不提出捜査記録の破棄（そのため死刑手続自体が不可能になった）
- 弟と一緒に就寝していたというアリバイが成立する（親族による証言のため採用されなかった）

## 無罪
1976年（昭和51年）10月12日、最高裁は谷口の自白に矛盾があるとする「3つの疑問と5つの留意点」を指摘して高松地裁に差し戻した。
1979年（昭和54年）6月7日に高松地裁は再審開始を決定し、検察側の即時抗告を1981年3月14日に棄却したため再審が始まった。再審の公判では谷口は改めて拷問による自白を訴え、矢野は谷口の自白と現場検証の矛盾を突いた。また、地裁で出廷していた東大の教授が科学の進歩によりこれまで解明できなかった血痕に関して、谷口の衣類に別の血痕が混じっており、警察・検察がばら撒いたことを示唆した。また捜査機関による自白調書の信用性に対する疑問も主張した。再審の結果1984年（昭和59年）3月12日に高松地裁は、被告人の自白には真実ではないとの疑いがある上、唯一の物的証拠であるズボンも事件当日に着用していた証拠はないとして、本事件と被告人とを結び付けえる証拠は存在しないとして、無罪を言い渡した。即日谷口は釈放、獄中生活34年目にして放免され、故郷の財田町に戻った。検察側は控訴を断念したため、無罪が確定。
しかし矢野は谷口の無罪判決を聞くことなく1983年（昭和58年）3月に他界（享年71）していた。釈放後の谷口は事件に関する著作を発表した鎌田慧の取材等を受けたが、目立った活動はしなかった。近親者から生活の世話などを受けて財田町で暮らしていたが、その後脳梗塞などを患い、2005年（平成17年）3月、香川県仲多度郡琴平町の病院に入院。同年7月26日に心不全のため死去した（享年74）。死去していたことが明らかとなったのは半年近く経った2006年1月5日であった。